# Телгте
Телгте (њем. Telgte) град је у њемачкој савезној држави Северна Рајна-Вестфалија. Једно је од 13 општинских средишта округа Варендорф. Према процјени из 2010. у граду је живјело 19.190 становника. Посједује регионалну шифру (AGS) 5570044.

## Географски и демографски подаци
Телгте се налази у савезној држави Северна Рајна-Вестфалија у округу Варендорф. Град се налази на надморској висини од 54 метра. Површина општине износи 90,6 km². У самом граду је, према процјени из 2010. године, живјело 19.190 становника. Просјечна густина становништва износи 212 становника/km².

## Међународна сарадња
| Мјесто  | Држава | Врста сарадње | Од    |
| ------- | ------ | ------------- | ----- |
|         | САД    | партнерство   | 2000. |
| Ступино | Русија | партнерство   | 1995. |
|         | Пољска | партнерство   | 1995. |
| Извор   |        |               |       |